# Тур ATP 2007
Світовий Тур ATP 2007 — елітний світовий тур тенісистів професіоналів, що проводиться Асоціацією Тенісистів Професіоналів (ATP) з січня до листопада 2007 року. Цього року він включав 4 турніри Великого шолому (проводиться Міжнародною федерацією тенісу (англ. International Tennis Federation, ITF)), турніри серій Masters Series, International Series Gold Tournaments, International Series Tournaments. Також до туру входили Командний Чемпіонат ATP, Кубок Девіса (проводиться ITF) та Кубок Мастерс.

## Тестування кругових турнірів
У серпні 2006 року ATP оголосила, що проведе тестування кругових турнірів у сезоні 2007. Заплановано протестувати такий підхід у 13 турнірах 
21 березня 2007 року ATP оголосила, що відмовляється від експерименту.

## Розклад турнірів
Легенда
| Турнір Великого Шолому        |
| Фінал Туру ATP                |
| ATP Masters Series            |
| ATP International Series Gold |
| ATP International Series      |
| Командні змагання             |

### Січень
| Тиждень           | Турнір | Чемпіони                                                | Фіналісти                               | Півфіналісти                                               | Чвертьфіналісти                                                            |
| ----------------- | --- | ------------------------------------------------------- | --------------------------------------- | ---------------------------------------------------------- | -------------------------------------------------------------------------- |
| 1 січня           | Hopman Cup Перт, Австралія Hopman Cup Тверде (i) – A$1,000,000 – 8 команд (RR)                                                                         | Росія 2–0                                               | Іспанія                                 | Вибули у груповому турнірі (Група A) Франція Австралія США | Вибули у груповому турнірі (Група B) Індія Чехія Хорватія                  |
| 1 січня           | Qatar ExxonMobil Open Доха, Катар International Series $1,000,000 – hard – 32S/16D Одиночний розряд – Парний розряд                                    | Іван Любичич 6–4, 6–4                                   | Енді Маррей                             | Микола Давиденко Робін Содерлінг                           | Олів'є Рохус Максим Мирний Маркос Багдатіс Михайло Южний                   |
| 1 січня           | Qatar ExxonMobil Open Доха, Катар International Series $1,000,000 – hard – 32S/16D Одиночний розряд – Парний розряд                                    | Михайло Южний Ненад Зімоньїч 6–1, 7–6(7–3)              | Мартін Дамм Леандер Паес                | Микола Давиденко Робін Содерлінг                           | Олів'є Рохус Максим Мирний Маркос Багдатіс Михайло Южний                   |
| 1 січня           | Adelaide International Аделаїда, Австралія International Series Тверде – $436,000 – 24S (RR)/16D Одиночний розряд – Парний розряд                      | Новак Джокович 6–3, 6–7(6–8), 6–4                       | Кріс Гуччоне                            | Йоахім Йоханссон Хуан Мартін дель Потро                    | Пол Голдстейн Вінс Спейдія Ігор Куніцин Рішар Гаске                        |
| 1 січня           | Adelaide International Аделаїда, Австралія International Series Тверде – $436,000 – 24S (RR)/16D Одиночний розряд – Парний розряд                      | Веслі Муді Тодд Перрі 6–4, 3–6, [15–13]                 | Новак Джокович Радек Штепанек           | Йоахім Йоханссон Хуан Мартін дель Потро                    | Пол Голдстейн Вінс Спейдія Ігор Куніцин Рішар Гаске                        |
| 1 січня           | Chennai Open Ченнай, Індія International Series Тверде – $416,000 – 32S/16D Одиночний розряд – Парний розряд                                           | Ксав'є Малісс 6–1, 6–3                                  | Штефан Коубек                           | Рафаель Надаль Карлос Моя                                  | Давіде Сангінетті Фабріс Санторо Жульєн Беннето Іво Карлович               |
| 1 січня           | Chennai Open Ченнай, Індія International Series Тверде – $416,000 – 32S/16D Одиночний розряд – Парний розряд                                           | Ксав'є Малісс Дік Норман 7–6(7–4), 7–6(7–4)             | Рафаель Надаль Бартоломе Сальва Відаль  | Рафаель Надаль Карлос Моя                                  | Давіде Сангінетті Фабріс Санторо Жульєн Беннето Іво Карлович               |
| 8 січня           | Medibank International Сідней, Австралія International Series Тверде – $436,000 – 32S/16D Одиночний розряд – Парний розряд                             | Джеймс Блейк 6–3, 5–7, 6–1                              | Карлос Моя                              | Юрген Мельцер Рішар Гаске                                  | Томаш Бердих Євген Корольов Маркос Багдатіс Поль-Анрі Матьє                |
| 8 січня           | Medibank International Сідней, Австралія International Series Тверде – $436,000 – 32S/16D Одиночний розряд – Парний розряд                             | Пол Генлі Кевін Ульєтт 6–4, 6–7(3–7), [10–6]            | Марк Ноулз (тенісист) Деніел Нестор     | Юрген Мельцер Рішар Гаске                                  | Томаш Бердих Євген Корольов Маркос Багдатіс Поль-Анрі Матьє                |
| 8 січня           | Heineken Open Окленд (Нова Зеландія), Нова Зеландія International Series Тверде – $416,000 – 32S/16D Одиночний розряд – Парний розряд                  | Давид Феррер 6–4, 6–2                                   | Томмі Робредо                           | Агустін Кальєрі Марді Фіш                                  | Філіпп Кольшрайбер Хуан Монако Крістоф Вліген Хуан Ігнасіо Чела            |
| 8 січня           | Heineken Open Окленд (Нова Зеландія), Нова Зеландія International Series Тверде – $416,000 – 32S/16D Одиночний розряд – Парний розряд                  | Джефф Кутзе Рогір Вассен 6–7(9–11), 6–3, [10–2]         | Сімон Аспелін Кріс Гаггард              | Агустін Кальєрі Марді Фіш                                  | Філіпп Кольшрайбер Хуан Монако Крістоф Вліген Хуан Ігнасіо Чела            |
| 15 січня 22 січня | Відкритий чемпіонат Австралії з тенісу Мельбурн, Австралія Grand Slam Тверде – $7,297,500 – 128S/64D/32XD Одиночний розряд – Парний розряд – Мікст     | Роджер Федерер 7–6(7–2), 6–4, 6–4                       | Фернандо Гонсалес                       | Енді Роддік Томмі Гаас                                     | Томмі Робредо Марді Фіш Микола Давиденко Рафаель Надаль                    |
| 15 січня 22 січня | Відкритий чемпіонат Австралії з тенісу Мельбурн, Австралія Grand Slam Тверде – $7,297,500 – 128S/64D/32XD Одиночний розряд – Парний розряд – Мікст     | Боб Браян Майк Браян 7–5, 7–5                           | Йонас Бйоркман Максим Мирний            | Енді Роддік Томмі Гаас                                     | Томмі Робредо Марді Фіш Микола Давиденко Рафаель Надаль                    |
| 15 січня 22 січня | Відкритий чемпіонат Австралії з тенісу Мельбурн, Австралія Grand Slam Тверде – $7,297,500 – 128S/64D/32XD Одиночний розряд – Парний розряд – Мікст     | Деніел Нестор Олена Лиховцева 6–4, 6–4                  | Максим Мирний Вікторія Азаренко         | Енді Роддік Томмі Гаас                                     | Томмі Робредо Марді Фіш Микола Давиденко Рафаель Надаль                    |
| 29 січня          | Movistar Open Вінья-дель-Мар, Чилі International Series Ґрунт – $448,000 – 24S (RR)/16D Одиночний розряд – Парний розряд                               | Луїс Орна 7–5, 6–3                                      | Ніколас Массу                           | Альберт Монтаньєс Мартін Вассальйо Аргуельйо               | Фернандо Гонсалес Серхіо Ройтман Ігор Андрєєв Карлос Берлок                |
| 29 січня          | Movistar Open Вінья-дель-Мар, Чилі International Series Ґрунт – $448,000 – 24S (RR)/16D Одиночний розряд – Парний розряд                               | Пауль Капдевіль Оскар Ернандес 4–6, 6–4, [10–6]         | Альберт Монтаньєс Рубен Рамірес Ідальго | Альберт Монтаньєс Мартін Вассальйо Аргуельйо               | Фернандо Гонсалес Серхіо Ройтман Ігор Андрєєв Карлос Берлок                |
| 29 січня          | PBZ Zagreb Indoors Загреб, Хорватія International Series Килим (i) – $416,000 – 32S/16D Одиночний розряд – Парний розряд                               | Маркос Багдатіс 7–6(7–4), 4–6, 6–4                      | Іван Любичич                            | Михайло Южний Александер Пея                               | Томас Юганссон Марк Жікель Мікаель Льодра Арно Клеман                      |
| 29 січня          | PBZ Zagreb Indoors Загреб, Хорватія International Series Килим (i) – $416,000 – 32S/16D Одиночний розряд – Парний розряд                               | Міхаель Кольманн Александер Васке 7–6(7–5), 4–6, [10–5] | Франтішек Чермак Ярослав Левинський     | Михайло Южний Александер Пея                               | Томас Юганссон Марк Жікель Мікаель Льодра Арно Клеман                      |
| 29 січня          | Delray Beach International Tennis Championships Делрей-Біч, США International Series Тверде – $416,000 – 24S (RR)/16D Одиночний розряд – Парний розряд | Ксав'є Малісс 5–7, 6–4, 6–4                             | Джеймс Блейк                            | Бенжамін Бекер Вінс Спейдія                                | Флоріан Маєр (тенісист) Давіде Сангінетті Гільєрмо Гарсія-Лопес Томмі Гаас |
| 29 січня          | Delray Beach International Tennis Championships Делрей-Біч, США International Series Тверде – $416,000 – 24S (RR)/16D Одиночний розряд – Парний розряд | Г'юго Армандо Ксав'є Малісс 6–3, 6–7(4–7), [10–5]       | Джеймс Окленд Стівен Гасс               | Бенжамін Бекер Вінс Спейдія                                | Флоріан Маєр (тенісист) Давіде Сангінетті Гільєрмо Гарсія-Лопес Томмі Гаас |

### Лютий
| Тиждень   | Турнір | Чемпіони | Фіналісти                                                                                                  | Півфіналісти                        | Чвертьфіналісти                                                       |
| --------- | --- | --- | --- | ----------------------------------- | --------------------------------------------------------------------- |
| 5 лютого  | Davis Cup: First Round Ла-Серена (Чилі) – clay Клермон-Ферран, Франція – hard (i) Крефельд, Німеччина – hard (i) Льєж, Бельгія – clay (i) Острава, Чехія – clay (i) Женева, Швейцарія – carpet (i) Мінськ, Білорусь – hard (i) Лінц, Австрія – carpet (i) | Переможці першого раунду Росія 3–2 · Франція 4–1 · Німеччина 3–2 · Бельгія 3–2 · Сполучені Штати Америки 4–1 · Іспанія 3–2 · Швеція 3–2 · Аргентина 4–1 | Переможені в першому раунді Чилі · Румунія · Хорватія · Австралія · Чехія · Швейцарія · Білорусь · Австрія |                                     |                                                                       |
| 12 лютого | Open 13 Марсель, Франція International Series Тверде (i) – $600,000 – 32S/16D Одиночний розряд – Парний розряд | Жиль Сімон 6–4, 7–6(7–3) | Маркос Багдатіс                                                                                            | Робін Содерлінг Яркко Ніємінен      | Рішар Гаске Йонас Бйоркман Михайло Южний Жульєн Беннето               |
| 12 лютого | Open 13 Марсель, Франція International Series Тверде (i) – $600,000 – 32S/16D Одиночний розряд – Парний розряд | Арно Клеман Мікаель Льодра 7–5, 4–6, [10–8] | Марк Ноулз (тенісист) Деніел Нестор                                                                        | Робін Содерлінг Яркко Ніємінен      | Рішар Гаске Йонас Бйоркман Михайло Южний Жульєн Беннето               |
| 12 лютого | Brasil Open Costa do Sauípe, Бразилія International Series Ґрунт – $456,000 – 32S/16D Одиночний розряд – Парний розряд | Гільєрмо Каньяс 7–6(7–4), 6–2 | Хуан Карлос Ферреро                                                                                        | Флавіо Саретта Хуан Ігнасіо Чела    | Потіто Стараче Ніколас Альмагро Хуан Монако Агустін Кальєрі           |
| 12 лютого | Brasil Open Costa do Sauípe, Бразилія International Series Ґрунт – $456,000 – 32S/16D Одиночний розряд – Парний розряд | Лукаш Длоуги Павел Візнер 6–2, 7–6(7–4) | Альберт Монтаньєс Рубен Рамірес Ідальго                                                                    | Флавіо Саретта Хуан Ігнасіо Чела    | Потіто Стараче Ніколас Альмагро Хуан Монако Агустін Кальєрі           |
| 12 лютого | SAP Open Сан-Хосе, США International Series Тверде (i) – $416,000 – 32S/16D Одиночний розряд – Парний розряд | Енді Маррей 6–7(3–7), 6–4, 7–6(7–2) | Іво Карлович                                                                                               | Енді Роддік Бенжамін Бекер          | Вінс Спейдія Лі Хьон Тхек Марат Сафін Марді Фіш                       |
| 12 лютого | SAP Open Сан-Хосе, США International Series Тверде (i) – $416,000 – 32S/16D Одиночний розряд – Парний розряд | Ерік Буторак Джеймі Маррей 7–5, 7–6(8–6) | Кріс Гаггард Райнер Шуттлер                                                                                | Енді Роддік Бенжамін Бекер          | Вінс Спейдія Лі Хьон Тхек Марат Сафін Марді Фіш                       |
| 19 лютого | ABN AMRO World Tennis Tournament Роттердам, Нідерланди International Series Gold Тверде (i) – $925,000 – 32S/16D Одиночний розряд – Парний розряд | Михайло Южний 6–2, 6–4 | Іван Любичич                                                                                               | Микола Давиденко Новак Джокович     | Філіпп Кольшрайбер Флоріан Маєр (тенісист) Давид Феррер Томмі Робредо |
| 19 лютого | ABN AMRO World Tennis Tournament Роттердам, Нідерланди International Series Gold Тверде (i) – $925,000 – 32S/16D Одиночний розряд – Парний розряд | Мартін Дамм Леандер Паес 6–3, 6–7(5–7), [10–7] | Андрей Павел Александер Васке                                                                              | Микола Давиденко Новак Джокович     | Філіпп Кольшрайбер Флоріан Маєр (тенісист) Давид Феррер Томмі Робредо |
| 19 лютого | Regions Morgan Keegan Championships and the Cellular South Cup Мемфіс, США International Series Gold Тверде (i) – $757,000 – 32S/16D Одиночний розряд – Парний розряд                                                                                     | Томмі Гаас 6–3, 6–2 | Енді Роддік                                                                                                | Енді Маррей Марді Фіш               | Лу Єнь-Сюнь Штефан Коубек Теймураз Габашвілі Сем Кверрі               |
| 19 лютого | Regions Morgan Keegan Championships and the Cellular South Cup Мемфіс, США International Series Gold Тверде (i) – $757,000 – 32S/16D Одиночний розряд – Парний розряд                                                                                     | Ерік Буторак Джеймі Маррей 7–5, 6–3 | Юліан Ноул Юрген Мельцер                                                                                   | Енді Маррей Марді Фіш               | Лу Єнь-Сюнь Штефан Коубек Теймураз Габашвілі Сем Кверрі               |
| 19 лютого | Copa Telmex Буенос-Айрес, Аргентина International Series Ґрунт – $445,000 – 24S (RR)/16D Одиночний розряд – Парний розряд | Хуан Монако 6–1, 6–2 | Алессіо ді Мауро                                                                                           | Ніколас Альмагро Дієго Гартфілд     | Луїс Орна Хуан Ігнасіо Чела Альберт Монтаньєс Ніколя Девільдер        |
| 19 лютого | Copa Telmex Буенос-Айрес, Аргентина International Series Ґрунт – $445,000 – 24S (RR)/16D Одиночний розряд – Парний розряд | Мартін Гарсія Себастьян Прієто 6–4, 6–2 | Альберт Монтаньєс Рубен Рамірес Ідальго                                                                    | Ніколас Альмагро Дієго Гартфілд     | Луїс Орна Хуан Ігнасіо Чела Альберт Монтаньєс Ніколя Девільдер        |
| 26 лютого | Dubai Tennis Championships Дубай, UAE International Series Gold Тверде – $1,426,250 – 32S/16D Одиночний розряд – Парний розряд | Роджер Федерер 6–4, 6–3 | Михайло Южний                                                                                              | Томмі Гаас Робін Содерлінг          | Новак Джокович Олів'є Рохус Фабріс Санторо Рафаель Надаль             |
| 26 лютого | Dubai Tennis Championships Дубай, UAE International Series Gold Тверде – $1,426,250 – 32S/16D Одиночний розряд – Парний розряд | Фабріс Санторо Ненад Зімоньїч 7–5, 6–7(3–7), [10–7] | Магеш Бгупаті Радек Штепанек                                                                               | Томмі Гаас Робін Содерлінг          | Новак Джокович Олів'є Рохус Фабріс Санторо Рафаель Надаль             |
| 26 лютого | Abierto Mexicano Telcel Акапулько, Мексика International Series Gold Ґрунт – $757,000 – 32S/16D Одиночний розряд – Парний розряд | Хуан Ігнасіо Чела 6–3, 7–6(7–2) | Карлос Моя                                                                                                 | Хуан Карлос Ферреро Агустін Кальєрі | Гастон Гаудіо Ніколас Альмагро Ніколас Массу Хосе Акасусо             |
| 26 лютого | Abierto Mexicano Telcel Акапулько, Мексика International Series Gold Ґрунт – $757,000 – 32S/16D Одиночний розряд – Парний розряд | Потіто Стараче Мартін Вассальйо Аргуельйо 6–0, 6–2 | Лукаш Длоуги Павел Візнер                                                                                  | Хуан Карлос Ферреро Агустін Кальєрі | Гастон Гаудіо Ніколас Альмагро Ніколас Массу Хосе Акасусо             |
| 26 лютого | Channel Open Лас-Веґас, США International Series Тверде – $416,000 – 24S (RR)/16D Одиночний розряд – Парний розряд | Ллейтон Г'юїтт 6–4, 7–6(12–10) | Юрген Мельцер                                                                                              | Євген Корольов Марат Сафін          | Сем Кверрі Ян Герних Фернандо Вердаско Фелісіано Лопес                |
| 26 лютого | Channel Open Лас-Веґас, США International Series Тверде – $416,000 – 24S (RR)/16D Одиночний розряд – Парний розряд | Боб Браян Майк Браян 7–6(8–6), 6–2 | Джонатан Ерліх Енді Рам                                                                                    | Євген Корольов Марат Сафін          | Сем Кверрі Ян Герних Фернандо Вердаско Фелісіано Лопес                |

### Березень
| Тиждень               | Турнір | Чемпіони                                   | Фіналісти                | Півфіналісти             | Чвертьфіналісти                                            |
| --------------------- | --- | ------------------------------------------ | ------------------------ | ------------------------ | ---------------------------------------------------------- |
| 5 березня 12 березня  | Pacific Life Open Індіан-Веллс, США Masters Series Тверде – $3,285,000 – 96S/32D Одиночний розряд – Парний розряд | Рафаель Надаль 6–2, 7–5                    | Новак Джокович           | Енді Маррей Енді Роддік  | Давид Феррер Томмі Гаас Іван Любичич Хуан Ігнасіо Чела     |
| 5 березня 12 березня  | Pacific Life Open Індіан-Веллс, США Masters Series Тверде – $3,285,000 – 96S/32D Одиночний розряд – Парний розряд | Мартін Дамм Леандер Паес 6–4, 6–4          | Джонатан Ерліх Енді Рам  | Енді Маррей Енді Роддік  | Давид Феррер Томмі Гаас Іван Любичич Хуан Ігнасіо Чела     |
| 19 березня 26 березня | Sony Ericsson Open Кі-Біскейн, США Masters Series Тверде – $3,285,000 – 96S/16D Одиночний розряд – Парний розряд  | Новак Джокович 6–3, 6–2, 6–4               | Гільєрмо Каньяс          | Іван Любичич Енді Маррей | Томмі Робредо Хуан Ігнасіо Чела Енді Роддік Рафаель Надаль |
| 19 березня 26 березня | Sony Ericsson Open Кі-Біскейн, США Masters Series Тверде – $3,285,000 – 96S/16D Одиночний розряд – Парний розряд  | Боб Браян Майк Браян 6–7(7–9), 6–3, [10–7] | Мартін Дамм Леандер Паес | Іван Любичич Енді Маррей | Томмі Робредо Хуан Ігнасіо Чела Енді Роддік Рафаель Надаль |

### Квітень
| Тиждень   | Турнір | Чемпіони                                                                                     | Фіналісти                                          | Півфіналісти                                      | Чвертьфіналісти                                                    |
| --------- | --- | -------------------------------------------------------------------------------------------- | -------------------------------------------------- | ------------------------------------------------- | ------------------------------------------------------------------ |
| 2 квітня  | 2007 Davis Cup Quarterfinals Москва, Росія – clay (i) Остенде, Бельгія – clay (i) Вінстон-Сейлем, USA – hard (i) Гетеборг, Швеція – carpet (i) | Переможці чвертьфіналів Росія 3–2 · Німеччина 3–2 · Сполучені Штати Америки 4–1 · Швеція 4–1 | Переможені Франція · Бельгія · Іспанія · Аргентина |                                                   |                                                                    |
| 9 квітня  | Valencia Open Валенсія International Series Ґрунт – $416,000 – 32S/16D Одиночний розряд – Парний розряд                                        | Ніколас Альмагро 4–6, 6–2, 6–1                                                               | Потіто Стараче                                     | Іван Наварро (тенісист) Сантьяго Вентура Бертомеу | Євген Корольов Марсель Гранольєрс Філіппо Воландрі Альберто Мартін |
| 9 квітня  | Valencia Open Валенсія International Series Ґрунт – $416,000 – 32S/16D Одиночний розряд – Парний розряд                                        | Веслі Муді Тодд Перрі 7–5, 7–5                                                               | Їв Аллегро Себастьян Прієто                        | Іван Наварро (тенісист) Сантьяго Вентура Бертомеу | Євген Корольов Марсель Гранольєрс Філіппо Воландрі Альберто Мартін |
| 9 квітня  | US Men's Clay Court Championships Х'юстон, США International Series Ґрунт – $416,000 – 32S/16D Одиночний розряд – Парний розряд                | Іво Карлович 6–4, 6–1                                                                        | Маріано Сабалета                                   | Альберт Монтаньєс Джеймс Блейк                    | Вінс Спейдія Томмі Гаас Юрген Мельцер Хуан Монако                  |
| 9 квітня  | US Men's Clay Court Championships Х'юстон, США International Series Ґрунт – $416,000 – 32S/16D Одиночний розряд – Парний розряд                | Боб Браян Майк Браян 7–6(7–3), 6–4                                                           | Марк Ноулз (тенісист) Деніел Нестор                | Альберт Монтаньєс Джеймс Блейк                    | Вінс Спейдія Томмі Гаас Юрген Мельцер Хуан Монако                  |
| 16 квітня | Monte Carlo Masters Рокбрюн-Кап-Мартен, Франція Masters Series Ґрунт – $2,450,000 – 56S/24D Одиночний розряд – Парний розряд                   | Рафаель Надаль 6–4, 6–4                                                                      | Роджер Федерер                                     | Хуан Карлос Ферреро Томаш Бердих                  | Давид Феррер Рішар Гаске Робін Содерлінг Філіпп Кольшрайбер        |
| 16 квітня | Monte Carlo Masters Рокбрюн-Кап-Мартен, Франція Masters Series Ґрунт – $2,450,000 – 56S/24D Одиночний розряд – Парний розряд                   | Боб Браян Майк Браян 6–2, 6–1                                                                | Жульєн Беннето Рішар Гаске                         | Хуан Карлос Ферреро Томаш Бердих                  | Давид Феррер Рішар Гаске Робін Содерлінг Філіпп Кольшрайбер        |
| 23 квітня | Barcelona Open Барселона, Іспанія International Series Gold Ґрунт – $1,000,000 – 56S/24D Одиночний розряд – Парний розряд                      | Рафаель Надаль 6–3, 6–4                                                                      | Гільєрмо Каньяс                                    | Давид Феррер Агустін Кальєрі                      | Потіто Стараче Давід Налбандян Оскар Ернандес Микола Давиденко     |
| 23 квітня | Barcelona Open Барселона, Іспанія International Series Gold Ґрунт – $1,000,000 – 56S/24D Одиночний розряд – Парний розряд                      | Андрей Павел Александер Васке 6–3, 7–6(7–1)                                                  | Рафаель Надаль Бартоломе Сальва Відаль             | Давид Феррер Агустін Кальєрі                      | Потіто Стараче Давід Налбандян Оскар Ернандес Микола Давиденко     |
| 23 квітня | Grand Prix Hassan II Касабланка, Марокко International Series Ґрунт – $416,000 – 32S/16D Одиночний розряд – Парний розряд                      | Поль-Анрі Матьє 6–1, 6–1                                                                     | Альберт Монтаньєс                                  | Рубен Рамірес Ідальго Марк Жікель                 | Домінік Хрбати Себастьян Грожан Жульєн Беннето Хосе Акасусо        |
| 23 квітня | Grand Prix Hassan II Касабланка, Марокко International Series Ґрунт – $416,000 – 32S/16D Одиночний розряд – Парний розряд                      | Джордан Керр Давід Шкох 7–6(7–4), 1–6, [10–4]                                                | Лукаш Кубот Олівер Марах                           | Рубен Рамірес Ідальго Марк Жікель                 | Домінік Хрбати Себастьян Грожан Жульєн Беннето Хосе Акасусо        |
| 30 квітня | Estoril Open Оейраш, Португалія International Series Ґрунт – $625,000 – 32S/16D Одиночний розряд – Парний розряд                               | Новак Джокович 7–6(9–7), 0–6, 6–1                                                            | Рішар Гаске                                        | Поль-Анрі Матьє Томмі Робредо                     | Вінс Спейдія Хуан Монако Гільєрмо Гарсія-Лопес Агустін Кальєрі     |
| 30 квітня | Estoril Open Оейраш, Португалія International Series Ґрунт – $625,000 – 32S/16D Одиночний розряд – Парний розряд                               | Марсело Мело Андре Са 3–6, 6–2, [10–6]                                                       | Мартін Гарсія Себастьян Прієто                     | Поль-Анрі Матьє Томмі Робредо                     | Вінс Спейдія Хуан Монако Гільєрмо Гарсія-Лопес Агустін Кальєрі     |
| 30 квітня | BMW Open Мюнхен, Німеччина International Series Ґрунт – $416,000 – 32S/16D Одиночний розряд – Парний розряд                                    | Філіпп Кольшрайбер 2–6, 6–3, 6–4                                                             | Михайло Южний                                      | Маркос Багдатіс Томаш Бердих                      | Себастьян Грожан Александер Васке Юрген Мельцер Ніколя Девільдер   |
| 30 квітня | BMW Open Мюнхен, Німеччина International Series Ґрунт – $416,000 – 32S/16D Одиночний розряд – Парний розряд                                    | Філіпп Кольшрайбер Михайло Южний 6–1, 6–4                                                    | Ян Гаєк Ярослав Левинський                         | Маркос Багдатіс Томаш Бердих                      | Себастьян Грожан Александер Васке Юрген Мельцер Ніколя Девільдер   |

### Травень
| Тиждень            | Турнір | Чемпіони                                            | Фіналісти                         | Півфіналісти                      | Чвертьфіналісти                                                |
| ------------------ | --- | --------------------------------------------------- | --------------------------------- | --------------------------------- | -------------------------------------------------------------- |
| 7 травня           | Italian Open 2007 Рим, Італія Masters Series Ґрунт – $2,450,000 – 56S/24D Одиночний розряд – Парний розряд                                | Рафаель Надаль 6–2, 6–2                             | Фернандо Гонсалес                 | Філіппо Воландрі Микола Давиденко | Томаш Бердих Хуан Ігнасіо Чела Томмі Робредо Новак Джокович    |
| 7 травня           | Italian Open 2007 Рим, Італія Masters Series Ґрунт – $2,450,000 – 56S/24D Одиночний розряд – Парний розряд                                | Фабріс Санторо Ненад Зімоньїч 6–4, 6–7(4–7), [10–7] | Боб Браян Майк Браян              | Філіппо Воландрі Микола Давиденко | Томаш Бердих Хуан Ігнасіо Чела Томмі Робредо Новак Джокович    |
| 14 травня          | Hamburg Masters Гамбург, Німеччина Masters Series Ґрунт – $2,450,000 – 56S/24D Одиночний розряд – Парний розряд                           | Роджер Федерер 2–6, 6–2, 6–0                        | Рафаель Надаль                    | Карлос Моя Ллейтон Г'юїтт         | Давид Феррер Новак Джокович Ніколас Альмагро Фернандо Гонсалес |
| 14 травня          | Hamburg Masters Гамбург, Німеччина Masters Series Ґрунт – $2,450,000 – 56S/24D Одиночний розряд – Парний розряд                           | Боб Браян Майк Браян 6–3, 6–4                       | Пол Генлі Кевін Ульєтт            | Карлос Моя Ллейтон Г'юїтт         | Давид Феррер Новак Джокович Ніколас Альмагро Фернандо Гонсалес |
| 21 травня          | Hypo Group Tennis International Poertschach, Австрія International Series Ґрунт – $416,000 – 32S/16D Одиночний розряд – Парний розряд     | Хуан Монако 7–6(7–3), 6–0                           | Гаель Монфіс                      | Луїс Орна Ллейтон Г'юїтт          | Микола Давиденко Альберт Монтаньєс Дієго Гартфілд Енді Роддік  |
| 21 травня          | Hypo Group Tennis International Poertschach, Австрія International Series Ґрунт – $416,000 – 32S/16D Одиночний розряд – Парний розряд     | Сімон Аспелін Юліан Ноул 7–6(8–6), 5–7, [10–5]      | Леош Фридль Давід Шкох            | Луїс Орна Ллейтон Г'юїтт          | Микола Давиденко Альберт Монтаньєс Дієго Гартфілд Енді Роддік  |
| 21 травня          | World Team Cup Дюссельдорф, Німеччина World Team Cup Ґрунт – $1,764,700 – 8 teams (RR)                                                    | Аргентина · 2–1                                     | Чехія                             | Іспанія · Чилі                    | Німеччина · Бельгія · Швеція · Сполучені Штати Америки         |
| 28 травня 4 червня | Відкритий чемпіонат Франції з тенісу Париж, Франція Grand Slam €6,947,960 – clay – 128S/64D/32XD Одиночний розряд – Парний розряд – Мікст | Рафаель Надаль 6–3, 4–6, 6–3, 6–4                   | Роджер Федерер                    | Микола Давиденко Новак Джокович   | Томмі Робредо Гільєрмо Каньяс Ігор Андрєєв Карлос Моя          |
| 28 травня 4 червня | Відкритий чемпіонат Франції з тенісу Париж, Франція Grand Slam €6,947,960 – clay – 128S/64D/32XD Одиночний розряд – Парний розряд – Мікст | Марк Ноулз (тенісист) Деніел Нестор 2–6, 6–3, [6–4] | Лукаш Длоуги Павел Візнер         | Микола Давиденко Новак Джокович   | Томмі Робредо Гільєрмо Каньяс Ігор Андрєєв Карлос Моя          |
| 28 травня 4 червня | Відкритий чемпіонат Франції з тенісу Париж, Франція Grand Slam €6,947,960 – clay – 128S/64D/32XD Одиночний розряд – Парний розряд – Мікст | Енді Рам Наталі Деші 7–5, 6–3                       | Ненад Зімоньїч Катарина Среботнік | Микола Давиденко Новак Джокович   | Томмі Робредо Гільєрмо Каньяс Ігор Андрєєв Карлос Моя          |

### Червень
| Тиждень           | Турнір | Чемпіони                                           | Фіналісти                     | Півфіналісти                      | Чвертьфіналісти                                                          |
| ----------------- | --- | -------------------------------------------------- | ----------------------------- | --------------------------------- | ------------------------------------------------------------------------ |
| 11 червня         | Gerry Weber Open Галле, Німеччина International Series Трава – $800,000 – 32S/16D Одиночний розряд – Парний розряд                   | Томаш Бердих 7–5, 6–4                              | Маркос Багдатіс               | Яркко Ніємінен Філіпп Кольшрайбер | Марк Жікель Михайло Южний Джеймс Блейк Флоріан Маєр (тенісист)           |
| 11 червня         | Gerry Weber Open Галле, Німеччина International Series Трава – $800,000 – 32S/16D Одиночний розряд – Парний розряд                   | Сімон Аспелін Юліан Ноул 6–4, 7–6(7–5)             | Фабріс Санторо Ненад Зімоньїч | Яркко Ніємінен Філіпп Кольшрайбер | Марк Жікель Михайло Южний Джеймс Блейк Флоріан Маєр (тенісист)           |
| 11 червня         | Queen's Club Championships Queen's Club, London, UK International Series Трава – $800,000 – 56S/24D Одиночний розряд – Парний розряд | Енді Роддік 4–6, 7–6(9–7), 7–6(7–2)                | Ніколя Маю                    | Арно Клеман Дмитро Турсунов       | Рафаель Надаль Іво Карлович Фернандо Гонсалес Марин Чилич                |
| 11 червня         | Queen's Club Championships Queen's Club, London, UK International Series Трава – $800,000 – 56S/24D Одиночний розряд – Парний розряд | Марк Ноулз (тенісист) Деніел Нестор 7–6(7–4), 7–5  | Боб Браян Майк Браян          | Арно Клеман Дмитро Турсунов       | Рафаель Надаль Іво Карлович Фернандо Гонсалес Марин Чилич                |
| 18 червня         | Ordina Open Гертогенбос, Нідерланди International Series Трава – $416,000 – 32S/16D Одиночний розряд – Парний розряд                 | Іван Любичич 7–6(7–5), 4–6, 7–6(7–4)               | Петер Весселс                 | Антоні Дюпюї Жульєн Беннето       | Томмі Робредо Бенжамін Бекер Міхаель Беррер Янко Типсаревич              |
| 18 червня         | Ordina Open Гертогенбос, Нідерланди International Series Трава – $416,000 – 32S/16D Одиночний розряд – Парний розряд                 | Джефф Кутзе Рогір Вассен 3–6, 7–6(7–5), [12–10]    | Мартін Дамм Леандер Паес      | Антоні Дюпюї Жульєн Беннето       | Томмі Робредо Бенжамін Бекер Міхаель Беррер Янко Типсаревич              |
| 18 червня         | Nottingham Open Ноттінгем, UK International Series Трава – $416,000 – 32S/16D Одиночний розряд – Парний розряд                       | Іво Карлович 3–6, 6–4, 6–4                         | Арно Клеман                   | Йонас Бйоркман Дмитро Турсунов    | Рішар Гаске Поль-Анрі Матьє Хуан Мартін дель Потро Гільєрмо Гарсія-Лопес |
| 18 червня         | Nottingham Open Ноттінгем, UK International Series Трава – $416,000 – 32S/16D Одиночний розряд – Парний розряд                       | Ерік Буторак Джеймі Маррей 4–6, 6–3, [10–5]        | Джошуа Гудолл Росс Гатчінс    | Йонас Бйоркман Дмитро Турсунов    | Рішар Гаске Поль-Анрі Матьє Хуан Мартін дель Потро Гільєрмо Гарсія-Лопес |
| 25 червня 2 липня | Вімблдонський турнір Вімблдон (Лондон), UK Grand Slam £5,022,560 – grass – 128S/64D/48XD Одиночний розряд – Парний розряд – Мікст    | Роджер Федерер 7–6(9–7), 4–6, 7–6(7–3), 2–6, 6–2   | Рафаель Надаль                | Рішар Гаске Новак Джокович        | Хуан Карлос Ферреро Енді Роддік Маркос Багдатіс Томаш Бердих             |
| 25 червня 2 липня | Вімблдонський турнір Вімблдон (Лондон), UK Grand Slam £5,022,560 – grass – 128S/64D/48XD Одиночний розряд – Парний розряд – Мікст    | Арно Клеман Мікаель Льодра 6–7(5–7), 6–3, 6–4, 6–4 | Боб Браян Майк Браян          | Рішар Гаске Новак Джокович        | Хуан Карлос Ферреро Енді Роддік Маркос Багдатіс Томаш Бердих             |
| 25 червня 2 липня | Вімблдонський турнір Вімблдон (Лондон), UK Grand Slam £5,022,560 – grass – 128S/64D/48XD Одиночний розряд – Парний розряд – Мікст    | Джеймі Маррей Єлена Янкович 6–4, 3–6, 6–1          | Йонас Бйоркман Алісія Молік   | Рішар Гаске Новак Джокович        | Хуан Карлос Ферреро Енді Роддік Маркос Багдатіс Томаш Бердих             |

### Липень
| Тиждень  | Турнір | Чемпіони                                               | Фіналісти                               | Півфіналісти                      | Чвертьфіналісти                                                               |
| -------- | --- | ------------------------------------------------------ | --------------------------------------- | --------------------------------- | ----------------------------------------------------------------------------- |
| 9 липня  | Suisse Open Gstaad, Швейцарія International Series Ґрунт – $496,000 – 32S/16D Одиночний розряд – Парний розряд                               | Поль-Анрі Матьє 6–7(1–7), 6–4, 7–5                     | Андреас Сеппі                           | Радек Штепанек Ігор Андрєєв       | Гаель Монфіс Марк Жікель Рішар Гаске Мартін Вассальйо Аргуельйо               |
| 9 липня  | Suisse Open Gstaad, Швейцарія International Series Ґрунт – $496,000 – 32S/16D Одиночний розряд – Парний розряд                               | Франтішек Чермак Павел Візнер 7–5, 5–7, [10–7]         | Марк Жікель Флоран Серра                | Радек Штепанек Ігор Андрєєв       | Гаель Монфіс Марк Жікель Рішар Гаске Мартін Вассальйо Аргуельйо               |
| 9 липня  | Hall of Fame Tennis Championships Ньюпорт (Род-Айленд), США International Series Трава – $416,000 – 32S/16D Одиночний розряд – Парний розряд | Фабріс Санторо 6–4, 6–4                                | Ніколя Маю                              | Дік Норман Веслі Муді             | Айсам-уль-Хак Куреші Пракаш Амрітрадж Міша Зверєв Вінс Спейдія                |
| 9 липня  | Hall of Fame Tennis Championships Ньюпорт (Род-Айленд), США International Series Трава – $416,000 – 32S/16D Одиночний розряд – Парний розряд | Джордан Керр Джим Томас 6–3, 7–5                       | Натан Гілі Ігор Куніцин                 | Дік Норман Веслі Муді             | Айсам-уль-Хак Куреші Пракаш Амрітрадж Міша Зверєв Вінс Спейдія                |
| 9 липня  | Swedish Open Бостад, Швеція International Series Ґрунт – $416,000 – 32S/16D Одиночний розряд – Парний розряд                                 | Давид Феррер 6–1, 6–2                                  | Ніколас Альмагро                        | Карлос Моя Філіппо Воландрі       | Луїс Орна Робін Содерлінг Олів'є Рохус Жиль Сімон                             |
| 9 липня  | Swedish Open Бостад, Швеція International Series Ґрунт – $416,000 – 32S/16D Одиночний розряд – Парний розряд                                 | Сімон Аспелін Юліан Ноул 6–2, 6–4                      | Мартін Гарсія Себастьян Прієто          | Карлос Моя Філіппо Воландрі       | Луїс Орна Робін Содерлінг Олів'є Рохус Жиль Сімон                             |
| 16 липня | Mercedes Cup Штутгарт, Німеччина International Series Gold Ґрунт – $757,000 – 32S/16D Одиночний розряд – Парний розряд                       | Рафаель Надаль 6–4, 7–5                                | Стен Вавринка                           | Фелісіано Лопес Хуан Ігнасіо Чела | Хуан Монако Хуан Карлос Ферреро Фернандо Вердаско Їржі Ванек                  |
| 16 липня | Mercedes Cup Штутгарт, Німеччина International Series Gold Ґрунт – $757,000 – 32S/16D Одиночний розряд – Парний розряд                       | Франтішек Чермак Леош Фридль 6–4, 6–4                  | Гільєрмо Гарсія-Лопес Фернандо Вердаско | Фелісіано Лопес Хуан Ігнасіо Чела | Хуан Монако Хуан Карлос Ферреро Фернандо Вердаско Їржі Ванек                  |
| 16 липня | Countrywide Classic Лос-Анджелес, США International Series Тверде – $525,000 – 32S/16D Одиночний розряд – Парний розряд                      | Радек Штепанек 7–6(9–7), 5–7, 6–2                      | Джеймс Блейк                            | Ніколас Кіфер Лі Хьон Тхек        | Зак Флейшман Міхаель Беррер Марат Сафін Вінс Спейдія                          |
| 16 липня | Countrywide Classic Лос-Анджелес, США International Series Тверде – $525,000 – 32S/16D Одиночний розряд – Парний розряд                      | Боб Браян Майк Браян 7–6(7–5), 6–2                     | Скотт Ліпскі Девід Мартін               | Ніколас Кіфер Лі Хьон Тхек        | Зак Флейшман Міхаель Беррер Марат Сафін Вінс Спейдія                          |
| 16 липня | Priority Telecom Open Амерсфорт, Нідерланди International Series Ґрунт – $416,000 – 32S/16D Одиночний розряд – Парний розряд                 | Стів Дарсі 6–1, 7–6(7–1)                               | Вернер Ешауер                           | Робін Гаасе Михайло Южний         | Флоран Серра Карлос Моя Ігор Андрєєв Євген Корольов                           |
| 16 липня | Priority Telecom Open Амерсфорт, Нідерланди International Series Ґрунт – $416,000 – 32S/16D Одиночний розряд – Парний розряд                 | Хуан Пабло Бжезіцькі Хуан Пабло Гусман 6–2, 6–0        | Робін Гаасе Рогір Вассен                | Робін Гаасе Михайло Южний         | Флоран Серра Карлос Моя Ігор Андрєєв Євген Корольов                           |
| 23 липня | Austrian Open Кіцбюель, Австрія International Series Gold Ґрунт – $1,068,000 – 48S/16D Одиночний розряд – Парний розряд                      | Хуан Монако 5–7, 6–3, 6–4                              | Потіто Стараче                          | Фернандо Вердаско Агустін Кальєрі | Томмі Робредо Серхіо Ройтман Андреас Сеппі Ніколас Лапентті                   |
| 23 липня | Austrian Open Кіцбюель, Австрія International Series Gold Ґрунт – $1,068,000 – 48S/16D Одиночний розряд – Парний розряд                      | Луїс Орна Потіто Стараче 7–6(7–4), 7–6(7–5)            | Томас Беренд Крістофер Кас              | Фернандо Вердаско Агустін Кальєрі | Томмі Робредо Серхіо Ройтман Андреас Сеппі Ніколас Лапентті                   |
| 23 липня | Indianapolis Tennis Championships Індіанаполіс, США International Series Тверде – $525,000 – 32S/16D Одиночний розряд – Парний розряд        | Дмитро Турсунов 6–4, 7–5                               | Френк Данцевич                          | Енді Роддік Сем Кверрі            | Лі Хьон Тхек Ігор Куніцин Нісікорі Кей Джеймс Блейк                           |
| 23 липня | Indianapolis Tennis Championships Індіанаполіс, США International Series Тверде – $525,000 – 32S/16D Одиночний розряд – Парний розряд        | Хуан Мартін дель Потро Тревіс Перротт 3–6, 6–2, [10–6] | Теймураз Габашвілі Іво Карлович         | Енді Роддік Сем Кверрі            | Лі Хьон Тхек Ігор Куніцин Нісікорі Кей Джеймс Блейк                           |
| 23 липня | Croatia Open Умаг, Хорватія International Series Ґрунт – $416,000 – 32S/16D Одиночний розряд – Парний розряд                                 | Карлос Моя 6–4, 6–2                                    | Андрей Павел                            | Віктор Троїцький Гільєрмо Каньяс  | Карлос Берлок Філіппо Воландрі Давид Феррер Жиль Сімон                        |
| 23 липня | Croatia Open Умаг, Хорватія International Series Ґрунт – $416,000 – 32S/16D Одиночний розряд – Парний розряд                                 | Лукаш Длоуги Міхал Мертиняк 6–1, 6–1                   | Ярослав Левинський Давід Шкох           | Віктор Троїцький Гільєрмо Каньяс  | Карлос Берлок Філіппо Воландрі Давид Феррер Жиль Сімон                        |
| 30 липня | Legg Mason Tennis Classic Вашингтон, США International Series Тверде – $600,000 – 48S/16D Одиночний розряд – Парний розряд                   | Енді Роддік 6–4, 7–6(7–4)                              | Джон Ізнер                              | Іво Карлович Гаель Монфіс         | Лі Хьон Тхек Пауль Капдевіль Марат Сафін Томмі Гаас                           |
| 30 липня | Legg Mason Tennis Classic Вашингтон, США International Series Тверде – $600,000 – 48S/16D Одиночний розряд – Парний розряд                   | Боб Браян Майк Браян 7–6(7–5), 3–6, [10–7]             | Джонатан Ерліх Енді Рам                 | Іво Карлович Гаель Монфіс         | Лі Хьон Тхек Пауль Капдевіль Марат Сафін Томмі Гаас                           |
| 30 липня | Orange Prokom Open Сопот, Польща International Series Ґрунт – $500,000 – 32S/16D Одиночний розряд – Парний розряд                            | Томмі Робредо 7–5, 6–0                                 | Хосе Акасусо                            | Альберт Монтаньєс Жиль Сімон      | Мартін Вассальйо Аргуельйо Флоріан Маєр (тенісист) Ігор Андрєєв Штефан Коубек |
| 30 липня | Orange Prokom Open Сопот, Польща International Series Ґрунт – $500,000 – 32S/16D Одиночний розряд – Парний розряд                            | Маріуш Фирстенберг Марцин Матковський 6–1, 6–1         | Мартін Гарсія Себастьян Прієто          | Альберт Монтаньєс Жиль Сімон      | Мартін Вассальйо Аргуельйо Флоріан Маєр (тенісист) Ігор Андрєєв Штефан Коубек |

### Серпень
| Тиждень             | Турнір | Чемпіони                                      | Фіналісти                             | Півфіналісти                    | Чвертьфіналісти                                            |
| ------------------- | --- | --------------------------------------------- | ------------------------------------- | ------------------------------- | ---------------------------------------------------------- |
| 6 серпня            | Rogers Cup Монреаль, Канада Masters Series Тверде – $2,450,000 – 56S/24D Одиночний розряд – Парний розряд                                             | Новак Джокович 7–6(7–2), 2–6, 7–6(7–2)        | Роджер Федерер                        | Радек Штепанек Рафаель Надаль   | Ллейтон Г'юїтт Микола Давиденко Енді Роддік Френк Данцевич |
| 6 серпня            | Rogers Cup Монреаль, Канада Masters Series Тверде – $2,450,000 – 56S/24D Одиночний розряд – Парний розряд                                             | Магеш Бгупаті Павел Візнер 6–4, 6–4           | Пол Генлі Кевін Ульєтт                | Радек Штепанек Рафаель Надаль   | Ллейтон Г'юїтт Микола Давиденко Енді Роддік Френк Данцевич |
| 13 серпня           | Western & Southern Financial Group Masters and Women's Open Мейсон, США Masters Series Тверде – $2,450,000 – 56S/24D Одиночний розряд – Парний розряд | Роджер Федерер 6–1, 6–4                       | Джеймс Блейк                          | Ллейтон Г'юїтт Микола Давиденко | Ніколас Альмагро Карлос Моя Давид Феррер Сем Кверрі        |
| 13 серпня           | Western & Southern Financial Group Masters and Women's Open Мейсон, США Masters Series Тверде – $2,450,000 – 56S/24D Одиночний розряд – Парний розряд | Джонатан Ерліх Енді Рам 4–6, 6–3, [13–11]     | Боб Браян Майк Браян                  | Ллейтон Г'юїтт Микола Давиденко | Ніколас Альмагро Карлос Моя Давид Феррер Сем Кверрі        |
| 20 серпня           | Pilot Pen Tennis Нью-Гейвен, США International Series Тверде – $675,000 – 48S/16D Одиночний розряд – Парний розряд                                    | Джеймс Блейк 7–5, 6–4                         | Марді Фіш                             | Поль-Анрі Матьє Іво Карлович    | Жиль Сімон Фернандо Вердаско Ігор Андрєєв Стен Вавринка    |
| 20 серпня           | Pilot Pen Tennis Нью-Гейвен, США International Series Тверде – $675,000 – 48S/16D Одиночний розряд – Парний розряд                                    | Магеш Бгупаті Ненад Зімоньїч 6–3, 6–3         | Маріуш Фирстенберг Марцин Матковський | Поль-Анрі Матьє Іво Карлович    | Жиль Сімон Фернандо Вердаско Ігор Андрєєв Стен Вавринка    |
| 27 серпня 3 вересня | Відкритий чемпіонат США з тенісу Flushing, Нью-Йорк, США Grand Slam Тверде – $8,848,000 – 128S/64D/32XD Одиночний розряд – Парний розряд – Мікст      | Роджер Федерер 7–6(7–4), 7–6(7–2), 6–4        | Новак Джокович                        | Микола Давиденко Давид Феррер   | Енді Роддік Томмі Гаас Карлос Моя Хуан Ігнасіо Чела        |
| 27 серпня 3 вересня | Відкритий чемпіонат США з тенісу Flushing, Нью-Йорк, США Grand Slam Тверде – $8,848,000 – 128S/64D/32XD Одиночний розряд – Парний розряд – Мікст      | Сімон Аспелін Юліан Ноул 7–5, 6–4             | Лукаш Длоуги Павел Візнер             | Микола Давиденко Давид Феррер   | Енді Роддік Томмі Гаас Карлос Моя Хуан Ігнасіо Чела        |
| 27 серпня 3 вересня | Відкритий чемпіонат США з тенісу Flushing, Нью-Йорк, США Grand Slam Тверде – $8,848,000 – 128S/64D/32XD Одиночний розряд – Парний розряд – Мікст      | Максим Мирний Вікторія Азаренко 6–4, 7–6(8–6) | Леандер Паес Меган Шонессі            | Микола Давиденко Давид Феррер   | Енді Роддік Томмі Гаас Карлос Моя Хуан Ігнасіо Чела        |

### Вересень
| Тиждень    | Турнір | Чемпіони                                                     | Фіналісти                          | Півфіналісти                   | Чвертьфіналісти                                           |
| ---------- | --- | ------------------------------------------------------------ | ---------------------------------- | ------------------------------ | --------------------------------------------------------- |
| 10 вересня | China Open Пекін, КНР International Series Тверде – $500,000 – 32S/16D Одиночний розряд – Парний розряд                         | Фернандо Гонсалес 6–1, 3–6, 6–1                              | Томмі Робредо                      | Ніколас Кіфер Іван Любичич     | Марин Чилич Ігор Куніцин Маркос Багдатіс Лі Хьон Тхек     |
| 10 вересня | China Open Пекін, КНР International Series Тверде – $500,000 – 32S/16D Одиночний розряд – Парний розряд                         | Рік де Вуст Ешлі Фішер 6–7(3–7), 6–0, [10–6]                 | Кріс Гаггард Лу Єнь-Сюнь           | Ніколас Кіфер Іван Любичич     | Марин Чилич Ігор Куніцин Маркос Багдатіс Лі Хьон Тхек     |
| 10 вересня | BCR Open Бухарест, Румунія International Series Ґрунт – $416,000 – 32S/16D Одиночний розряд – Парний розряд                     | Жиль Сімон 4–6, 6–3, 6–2                                     | Віктор Генеску                     | Карлос Берлок Гаель Монфіс     | Юрій Щукін Г'юго Армандо Потіто Стараче Марк Жікель       |
| 10 вересня | BCR Open Бухарест, Румунія International Series Ґрунт – $416,000 – 32S/16D Одиночний розряд – Парний розряд                     | Олівер Марах Міхал Мертиняк 7–6(7–2), 7–6(10–8)              | Мартін Гарсія Себастьян Прієто     | Карлос Берлок Гаель Монфіс     | Юрій Щукін Г'юго Армандо Потіто Стараче Марк Жікель       |
| 17 вересня | Davis Cup: Півфінали Москва, Росія – clay (i) Гетеборг, Швеція – carpet (i)                                                     | Переможці півфіналів Росія 3–2 · Сполучені Штати Америки 4–1 | Переможені Німеччина · Швеція      |                                |                                                           |
| 24 вересня | Thailand Open Бангкок, Таїланд International Series Тверде (i) – $550,000 – 32S/16D Одиночний розряд – Парний розряд            | Дмитро Турсунов 6–2, 6–1                                     | Бенжамін Бекер                     | Томаш Бердих Фернандо Вердаско | Домінік Мефферт Іво Карлович Ніколя Маю Джиммі Ван        |
| 24 вересня | Thailand Open Бангкок, Таїланд International Series Тверде (i) – $550,000 – 32S/16D Одиночний розряд – Парний розряд            | Санчай Ратіватана Сончат Ратіватана 3–6, 7–5, [10–7]         | Мікаель Льодра Ніколя Маю          | Томаш Бердих Фернандо Вердаско | Домінік Мефферт Іво Карлович Ніколя Маю Джиммі Ван        |
| 24 вересня | Kingfisher Airlines Tennis Open Мумбай, Індія International Series Тверде – $416,000 – 32S/16D Одиночний розряд – Парний розряд | Рішар Гаске 6–3, 6–4                                         | Олів'є Рохус                       | Фабріс Санторо Райнер Шуттлер  | Штефан Коубек Яркко Ніємінен Ніколас Кіфер Ллейтон Г'юїтт |
| 24 вересня | Kingfisher Airlines Tennis Open Мумбай, Індія International Series Тверде – $416,000 – 32S/16D Одиночний розряд – Парний розряд | Роберт Ліндстедт Яркко Ніємінен 7–6(7–3), 7–6(7–5)           | Роган Бопанна Айсам-уль-Хак Куреші | Фабріс Санторо Райнер Шуттлер  | Штефан Коубек Яркко Ніємінен Ніколас Кіфер Ллейтон Г'юїтт |

### Жовтень
| Тиждень   | Турнір | Чемпіони                                       | Фіналісти                             | Півфіналісти                      | Чвертьфіналісти                                                  |
| --------- | --- | ---------------------------------------------- | ------------------------------------- | --------------------------------- | ---------------------------------------------------------------- |
| 1 жовтня  | Open de Moselle Мец, Франція International Series Тверде (i) – $416,000 – 32S/16D Одиночний розряд – Парний розряд                           | Томмі Робредо 0–6, 6–2, 6–3                    | Енді Маррей                           | Ніколя Маю Гільєрмо Каньяс        | Себастьян Грожан Ігор Андрєєв Жо-Вілфрід Тсонга Євген Корольов   |
| 1 жовтня  | Open de Moselle Мец, Франція International Series Тверде (i) – $416,000 – 32S/16D Одиночний розряд – Парний розряд                           | Арно Клеман Мікаель Льодра 6–1, 6–4            | Маріуш Фирстенберг Марцин Матковський | Ніколя Маю Гільєрмо Каньяс        | Себастьян Грожан Ігор Андрєєв Жо-Вілфрід Тсонга Євген Корольов   |
| 1 жовтня  | Відкритий чемпіонат Японії з тенісу AIG Токіо, Японія International Series Gold Тверде – $832,000 – 48S/16D Одиночний розряд – Парний розряд | Давид Феррер 6–1, 6–2                          | Рішар Гаске                           | Іво Карлович Томаш Бердих         | Фелісіано Лопес Ллейтон Г'юїтт Дуді Села Фернандо Вердаско       |
| 1 жовтня  | Відкритий чемпіонат Японії з тенісу AIG Токіо, Японія International Series Gold Тверде – $832,000 – 48S/16D Одиночний розряд – Парний розряд | Джордан Керр Роберт Ліндстедт 6–4, 6–4         | Френк Данцевич Стівен Гасс            | Іво Карлович Томаш Бердих         | Фелісіано Лопес Ллейтон Г'юїтт Дуді Села Фернандо Вердаско       |
| 8 жовтня  | BA-CA Tennis Trophy Відень, Австрія International Series Gold Тверде (i) – $755,000 – 32S/16D Одиночний розряд – Парний розряд               | Новак Джокович 6–4, 6–0                        | Стен Вавринка                         | Андреас Сеппі Хуан Карлос Ферреро | Хуан Ігнасіо Чела Іван Любичич Фелісіано Лопес Фернандо Гонсалес |
| 8 жовтня  | BA-CA Tennis Trophy Відень, Австрія International Series Gold Тверде (i) – $755,000 – 32S/16D Одиночний розряд – Парний розряд               | Маріуш Фирстенберг Марцин Матковський 6–4, 6–2 | Томас Беренд Крістофер Кас            | Андреас Сеппі Хуан Карлос Ферреро | Хуан Ігнасіо Чела Іван Любичич Фелісіано Лопес Фернандо Гонсалес |
| 8 жовтня  | If Stockholm Open Стокгольм, Швеція International Series Тверде (i) – $800,000 – 32S/16D Одиночний розряд – Парний розряд                    | Іво Карлович 6–3, 3–6, 6–1                     | Томас Юганссон                        | Джеймс Блейк Томмі Гаас           | Яркко Ніємінен Маріо Анчич Хуан Монако Арно Клеман               |
| 8 жовтня  | If Stockholm Open Стокгольм, Швеція International Series Тверде (i) – $800,000 – 32S/16D Одиночний розряд – Парний розряд                    | Йонас Бйоркман Максим Мирний 6–4, 6–4          | Арно Клеман Мікаель Льодра            | Джеймс Блейк Томмі Гаас           | Яркко Ніємінен Маріо Анчич Хуан Монако Арно Клеман               |
| 8 жовтня  | Кубок Кремля Москва, Росія International Series Тверде (i) – $1,000,000 – 32S/16D Одиночний розряд – ●                                       | Микола Давиденко 7–5, 7–6(11–9)                | Поль-Анрі Матьє                       | Янко Типсаревич Міхаель Беррер    | Ігор Андрєєв Радек Штепанек Флоран Серра Філіпп Кольшрайбер      |
| 8 жовтня  | Кубок Кремля Москва, Росія International Series Тверде (i) – $1,000,000 – 32S/16D Одиночний розряд – ●                                       | Марат Сафін Дмитро Турсунов 6–4, 6–2           | Томаш Цибулець Ловро Зовко            | Янко Типсаревич Міхаель Беррер    | Ігор Андрєєв Радек Штепанек Флоран Серра Філіпп Кольшрайбер      |
| 15 жовтня | Mutua Madrileña Madrid Open Мадрид, Іспанія Masters Series Тверде (i) – $2,450,000 – 48S/24D Одиночний розряд – Парний розряд                | Давід Налбандян 1–6, 6–3, 6–3                  | Роджер Федерер                        | Ніколас Кіфер Новак Джокович      | Фелісіано Лопес Фернандо Гонсалес Маріо Анчич Рафаель Надаль     |
| 15 жовтня | Mutua Madrileña Madrid Open Мадрид, Іспанія Masters Series Тверде (i) – $2,450,000 – 48S/24D Одиночний розряд – Парний розряд                | Боб Браян Майк Браян 6–3, 7–6(7–4)             | Маріуш Фирстенберг Марцин Матковський | Ніколас Кіфер Новак Джокович      | Фелісіано Лопес Фернандо Гонсалес Маріо Анчич Рафаель Надаль     |
| 22 жовтня | St Petersburg Open Санкт-Петербург, Росія International Series Килим (i) – $1,000,000 – 32S/16D Одиночний розряд – Парний розряд             | Енді Маррей 6–2, 6–3                           | Фернандо Вердаско                     | Марин Чилич Михайло Южний         | Ернестс Гулбіс Потіто Стараче Філіпп Кольшрайбер Дмитро Турсунов |
| 22 жовтня | St Petersburg Open Санкт-Петербург, Росія International Series Килим (i) – $1,000,000 – 32S/16D Одиночний розряд – Парний розряд             | Деніел Нестор Ненад Зімоньїч 6–1, 7–6(7–3)     | Юрген Мельцер Тодд Перрі              | Марин Чилич Михайло Южний         | Ернестс Гулбіс Потіто Стараче Філіпп Кольшрайбер Дмитро Турсунов |
| 22 жовтня | Grand Prix de Tennis de Lyon Ліон, Франція International Series Килим (i) – $800,000 – 32S/16D Одиночний розряд – Парний розряд              | Себастьян Грожан 7–6(7–5), 6–4                 | Марк Жікель                           | Жо-Вілфрід Тсонга Алехандро Фалья | Жульєн Беннето Олів'є Рохус Іван Любичич Дієго Гартфілд          |
| 22 жовтня | Grand Prix de Tennis de Lyon Ліон, Франція International Series Килим (i) – $800,000 – 32S/16D Одиночний розряд – Парний розряд              | Себастьян Грожан Жо-Вілфрід Тсонга 6–4, 6–3    | Лукаш Кубот Ловро Зовко               | Жо-Вілфрід Тсонга Алехандро Фалья | Жульєн Беннето Олів'є Рохус Іван Любичич Дієго Гартфілд          |
| 22 жовтня | Davidoff Swiss Indoors Базель, Швейцарія International Series Тверде (i) – $1,000,000 – 32S/16D Одиночний розряд – Парний розряд             | Роджер Федерер 6–3, 6–4                        | Яркко Ніємінен                        | Іво Карлович Маркос Багдатіс      | Ніколас Кіфер Томаш Бердих Поль-Анрі Матьє Фернандо Гонсалес     |
| 22 жовтня | Davidoff Swiss Indoors Базель, Швейцарія International Series Тверде (i) – $1,000,000 – 32S/16D Одиночний розряд – Парний розряд             | Боб Браян Майк Браян 6–1, 6–1                  | Джеймс Блейк Марк Ноулз (тенісист)    | Іво Карлович Маркос Багдатіс      | Ніколас Кіфер Томаш Бердих Поль-Анрі Матьє Фернандо Гонсалес     |
| 28 жовтня | BNP Paribas Masters Париж, Франція Masters Series Тверде (i) – $2,450,000 – 48S/24D Одиночний розряд – Парний розряд                         | Давід Налбандян 6–4, 6–0                       | Рафаель Надаль                        | Рішар Гаске Маркос Багдатіс       | Давид Феррер Енді Маррей Томмі Робредо Михайло Южний             |
| 28 жовтня | BNP Paribas Masters Париж, Франція Masters Series Тверде (i) – $2,450,000 – 48S/24D Одиночний розряд – Парний розряд                         | Боб Браян Майк Браян 6–3, 7–6(7–4)             | Деніел Нестор Ненад Зімоньїч          | Рішар Гаске Маркос Багдатіс       | Давид Феррер Енді Маррей Томмі Робредо Михайло Южний             |

### Листопад
| Тиждень      | Турнір | Чемпіони                                     | Фіналісти                | Півфіналісти               | Чвертьфіналісти                                               |
| ------------ | --- | -------------------------------------------- | ------------------------ | -------------------------- | ------------------------------------------------------------- |
| 12 листопада | Masters Cup Шанхай, КНР Tennis Masters Cup Тверде (i) – $4,450,000 – 8S/8D (RR) Одиночний розряд – Парний розряд | Роджер Федерер 6–2, 6–3, 6–2                 | Давид Феррер             | Рафаель Надаль Енді Роддік | Микола Давиденко Фернандо Гонсалес Рішар Гаске Новак Джокович |
| 12 листопада | Masters Cup Шанхай, КНР Tennis Masters Cup Тверде (i) – $4,450,000 – 8S/8D (RR) Одиночний розряд – Парний розряд | Марк Ноулз (тенісист) Деніел Нестор 6–2, 6–3 | Сімон Аспелін Юліан Ноул | Рафаель Надаль Енді Роддік | Микола Давиденко Фернандо Гонсалес Рішар Гаске Новак Джокович |
| 26 листопада | Davis Cup Final Портленд (Орегон), USA – hard (i)                                                                | Сполучені Штати Америки 4–1                  | Росія                    |                            |                                                               |